# ボクシング世界ミドル級王者一覧
ボクシング世界ミドル級王者一覧は、以下の団体の世界ミドル級王座を獲得した人物を年代順にまとめた一覧表。なお、NYSACはニューヨーク州アスレチックコミッションの略称。
- 世界ボクシング協会（WBA）、1921年に全米ボクシング協会（NBA）として創設。
- 世界ボクシング評議会（WBC）、1963年にWBAと欧州、英連邦、中南米、東洋の地域団体との討議機関として創設。1968年にはWBAと完全に分裂。

| 名前                              | 国籍           | 在位期間                              | 認定団体 |
| --------------------------------- | -------------- | ------------------------------------- | -------- |
| ジャック・デンプシー              | イギリス       | 1884年7月30日 - 1891年1月14日         | 世界     |
| ボブ・フィッシモンズ              | イギリス       | 1891年1月14日 - 1897年(返上)          | 世界     |
| キッド・マッコイ                  | アメリカ合衆国 | 1897年12月7日 - 1897年                | 世界     |
| トミー・ライアン                  | アメリカ合衆国 | 1898年2月25日 - 1907年(返上)          | 世界     |
| スタンリー・ケッチェル            | アメリカ合衆国 | 1908年5月9日 - 1908年9月7日           | 世界     |
| ビリー・パプケ                    | アメリカ合衆国 | 1908年9月7日 - 1908年11月26日         | 世界     |
| スタンリー・ケッチェル(2期目)     | アメリカ合衆国 | 1908年11月26日 - 1909年10月15日(返上) | 世界     |
| ビリー・パプケ(2期目)             | アメリカ合衆国 | 1910年3月19日 - 1911年2月11日         | 世界     |
| ジョニー・トンプソン              | アメリカ合衆国 | 1911年2月11日 - 1912年(返上)          | 世界     |
| ビリー・パプケ(3期目)             | アメリカ合衆国 | 1911年6月8日 - 1913年3月5日           | 世界     |
| フランク・マンテル                | ドイツ帝国     | 1912年2月22日 - 1913年                | 世界     |
| フランク・クラウス                | アメリカ合衆国 | 1913年3月5日 - 1913年10月11日         | 世界     |
| ジョージ・チップ                  | アメリカ合衆国 | 1913年10月11日 - 1914年4月7日         | 世界     |
| アル・マッコイ                    | アメリカ合衆国 | 1914年4月7日 - 1917年11月14日         | 世界     |
| マイク・オドウド                  | アメリカ合衆国 | 1917年11月14日 - 1920年5月6日         | 世界     |
| ジョニー・ウィルソン              | アメリカ合衆国 | 1920年5月6日 - 1923年8月31日          | 世界     |
| ハリー・グレブ                    | アメリカ合衆国 | 1923年8月31日 - 1926年2月26日         | 世界     |
| タイガー・フラワーズ              | アメリカ合衆国 | 1926年2月26日 - 1926年12月3日         | 世界     |
| ミッキー・ウォーカー              | アメリカ合衆国 | 1926年12月3日 - 1930年(返上)          | 世界     |
| ゴリラ・ジョーンズ                | アメリカ合衆国 | 1932年1月25日 - 1932年6月11日         | NBA      |
| マルセル・チル                    | フランス       | 1932年6月11日 - 1932年(返上)          | NBA      |
| ベン・ジェビー                    | アメリカ合衆国 | 1932年11月11日 - 1933年8月9日         | 世界     |
| ルー・ブロイラード                | カナダ         | 1933年8月9日 - 1933年10月30日         | 世界     |
| ビンス・ダンディー                | アメリカ合衆国 | 1933年10月30日 - 1934年9月11日        | 世界     |
| テディ・ヤローズ                  | アメリカ合衆国 | 1934年9月11日 - 1935年9月19日         | 世界     |
| エディ・リスコ                    | アメリカ合衆国 | 1935年9月19日 - 1936年7月11日         | 世界     |
| フレディ・スティール              | アメリカ合衆国 | 1936年7月11日 - 1938年7月26日         | 世界     |
| フレッド・アポストリ              | アメリカ合衆国 | 1938年4月1日 - 1939年10月2日          | 世界     |
| アル・ホスタック                  | アメリカ合衆国 | 1938年7月26日 - 1938年11月11日        | 世界     |
| ソリー・クレガー                  | アメリカ合衆国 | 1938年11月11日 - 1939年6月27日        | 世界     |
| アル・ホスタック(2期目)           | アメリカ合衆国 | 1939年6月27日 - 1940年7月19日         | 世界     |
| セフェリノ・ガルシア              | フィリピン     | 1939年10月2日 - 1940年5月23日         | 世界     |
| ケン・オバーリン                  | アメリカ合衆国 | 1940年5月23日 - 1941年5月9日          | 世界     |
| トニー・ゼール                    | アメリカ合衆国 | 1940年7月19日 - 1947年7月16日         | NBA      |
| ビリー・スーズ                    | アメリカ合衆国 | 1941年5月9日 - 1941年11月（返上）     | 世界     |
| ロッキー・グラジアノ              | アメリカ合衆国 | 1947年7月16日 - 1948年6月10日         | 世界     |
| トニー・ゼール(2期目)             | アメリカ合衆国 | 1948年6月10日 - 1948年9月21日         | 世界     |
| マルセル・セルダン                | フランス       | 1948年9月21日 - 1949年6月16日         | 世界     |
| ジェイク・ラモッタ                | アメリカ合衆国 | 1949年6月16日 - 1951年2月14日         | 世界     |
| シュガー・レイ・ロビンソン        | アメリカ合衆国 | 1951年2月14日 - 1951年7月10日         | 世界     |
| ランディ・ターピン                | イギリス       | 1951年7月10日 - 1951年9月12日         | 世界     |
| シュガー・レイ・ロビンソン(2期目) | アメリカ合衆国 | 1951年9月12日 - 1952年12月(返上)      | 世界     |
| カール・ボボ・オルソン            | アメリカ合衆国 | 1953年10月21日 - 1955年12月9日        | 世界     |
| シュガー・レイ・ロビンソン(3期目) | アメリカ合衆国 | 1955年12月9日 - 1957年1月2日          | 世界     |
| ジーン・フルマー                  | アメリカ合衆国 | 1957年1月2日 - 1957年5月1日           | 世界     |
| シュガー・レイ・ロビンソン(4期目) | アメリカ合衆国 | 1957年5月1日 - 1957年9月23日          | 世界     |
| カーメン・バシリオ                | アメリカ合衆国 | 1957年9月23日 - 1958年3月25日         | 世界     |
| シュガー・レイ・ロビンソン(5期目) | アメリカ合衆国 | 1958年3月25日 - 1959年8月(剥奪)       | 世界     |
| ジーン・フルマー（2期目）         | アメリカ合衆国 | 1959年8月28日 - 1962年10月23日        | 世界     |
| ポール・ペンダー                  | アメリカ合衆国 | 1960年1月22日 - 1961年7月11日         | 世界     |
| テリー・ダウンズ                  | イギリス       | 1961年7月11日 - 1962年4月7日          | 世界     |
| ポール・ペンダー（2期目）         | アメリカ合衆国 | 1962年4月7日 - 1963年5月7日（返上）   | 世界     |
| ディック・タイガー                | ナイジェリア   | 1962年10月23日 - 1963年12月7日        | 世界     |
| ジョーイ・ジャーデロ              | アメリカ合衆国 | 1963年12月7日 - 1965年10月21日        | 世界     |